# Trøa
Trøa är en tätort i Selbu kommun i Trøndelag fylke i mellersta Norge. Orten ligger vid fylkesväg 705, vid östra änden av Selbusjøen.